# Рогинець Михайло Георгійович
Михайло Георгійович Рогинець (22 листопада (5 грудня) 1910, село Івот Чернігівської губернії, нині Шосткинського району Сумської області — 11 лютого 1980, місто Алма-Ата, тепер Алмати, Республіка Казахстан) — український радянський і компартійний діяч, депутат Верховної Ради СРСР 3—4-го скликань. Член ЦК КП(б)У в 1949—1956 рр. Обирався членом ЦК КП Казахстану та депутатом Верховної ради Казахської РСР 3—8-го скликань.

## Біографія
Народився в родині робітника. З 1927 року — студент Шосткинського індустріального технікуму. Трудову діяльність розпочав у 1929 році слюсарем Шосткинського заводу на Сумщині. У 1932 році закінчив два курси хіміко-технологічного інституту, був виключений з інституту. Потім працював завідувачем виробничого навчання і викладачем технології металів Шосткинського індустріального технікуму, технічним керівником машинно-тракторної майстерні на Дніпропетровщині.
У травні 1933 — березні 1935 року — служба в Червоній армії: курсант школи молодших авіаційних спеціалістів, авіатехнік 29-ї авіаескадрильї 209-ї бригади Особливої Далекосхідної армії.
У квітні 1935 — липні 1938 року — завідувач навчальної частини (декан) робітничого факультету Шосткинського хімічного інституту.
Член ВКП(б) з 1937 року.
У 1938—1939 роках — завідувач районного відділу народної освіти, голова Чернігівського обласного комітету профспілки робітників початкових і середніх шкіл. У жовтні 1939 — серпні 1940 року — завідувач відділу шкіл, заступник завідувача відділу пропаганди і агітації Чернігівського обласного комітету КП(б)У. У серпні 1940 — 1941 року — завідувач Чернігівського обласного відділу народної освіти.
У 1940—1941 роках — заступник голови виконавчого комітету Чернігівської обласної Ради депутатів трудящих.
Учасник Другої світової війни, у 1942—1946 роках служив у Головному політичному управлінні Червоної армії та в Політуправліннях Брянського, Воронезького, Сталінградського, Ленінградського, Західного, 1-го Прибалтійського, 1-го і 3-го Білоруського, Забайкальського і Далекосхідного фронтів, капітан.
У вересні 1946 року затверджений заступником голови виконавчого комітету Чернігівської обласної ради депутатів трудящих. На цій посаді працював до кінця листопада 1946 року.
У листопаді 1946 — березні 1948 року — секретар Чернігівського обласного комітету КП(б)У із кадрів.
У березні 1948 — вересні 1953 року — 1-й секретар Чернігівського обласного комітету КП(б)У.
У 1953—1954 роках — слухач Курсів перепідготовки при ЦК КПРС. У 1954 році — уповноважений ЦК КПРС по знову створюваних колгоспах по Орджонікідзевській зоні Кустанайської області.
У 1954—1955 роках — 1-й секретар Кокчетавського обласного комітету КП Казахстану.
У червні 1955 — червні 1957 року — міністр радгоспів Казахської РСР. У червні 1957 — 1961 року — міністр сільського господарства Казахської РСР. У 1961—1965 роках — 1-й заступник голови Державного планового комітету РМ Казахської РСР. Одночасно у 1961—1963 роках — міністр Казахської РСР. У 1962—1964 роках — член Бюро ЦК КП Казахстану по сільському господарству. У 1965 році — міністр виробництва і заготівель сільськогосподарських продуктів Казахської РСР.
У 1965—1971 роках — міністр сільського господарства Казахської РСР. На цій посади зіграв ключову роль у припиненні сільськогосподарчого експерименту І. Н. Худенка.
У 1971—1976 роках — начальник Управління сільського господарства і заготівель Міністерства харчової промисловості Казахської РСР.
З 1976 року — персональний пенсіонер союзного значення.

## Нагороди
- орден Леніна
- орден Жовтневої Революції
- два ордени Трудового Червоного Прапора
- орден Вітчизняної війни ІІ ступеня
- медаль «За оборону Сталінграда»
- медаль «За оборону Ленінграда»
- медаль «За взяття Кенігсберга»
- медаль «За взяття Берліна»
- медаль «За перемогу над Німеччиною у Великій Вітчизняній війні 1941—1945 рр.»
- медаль «За перемогу над Японією»
- Велика золота медалі Всесоюзної сільськогосподарської виставки
- Велика срібна медалі Всесоюзної сільськогосподарської виставки
- медалі
- заслужений працівник сільського господарства Казахської РСР (21.12.1971)